# Laccophilus suffusus
Laccophilus suffusus är en skalbaggsart som beskrevs av Sharp 1882. Laccophilus suffusus ingår i släktet Laccophilus och familjen dykare. Inga underarter finns listade i Catalogue of Life.